# Wiktor Amadeusz II Sabaudzki-Carignano
Wiktor Amadeusz II Sabaudzki-Carignano właściwie wł. Vittorio Amedeo II di Savoia-Carignano (Turyn, 31 października 1743 –& Turyn, 10 września 1780) był członkiem domu Sabaudzkiego i piątym księciem Carignano. Jego siostrę, Marię Luizę księżnę Lamballe, zamordowano podczas rewolucji francuskiej w Paryżu w 1792 r.

## Życiorys
Syn Ludwika Wiktora i Krystyny Henryki Heskiej-Rheinfels-Rothenburg. Wiktor Amadeusz stał się kawalerem Najwyższego Orderu Świętego Zwiastowania 11 kwietnia 1763 roku, w związku z powołaniem na stanowisko Szefa Pułku i Brygady Marynarki Wojennej i Generała-Porucznika wojsk królewskich.
Zmarł w 1780 roku i został pochowany w bazylice Supergа.

## Małżeństwo i dzieci
Ożenił się w Oulx 18 października 1768 z Józefą Teresą Lotaryńską-Brionne (Oulx, 26 sierpnia 1753 – Turyn, 8 lutego 1797), z którą miał jednego syna – Karola Emanuela (wł. Carlo Emanuele), księcia Carignano (1770-1800).

## Ordery
Najwyższy Order Zwiastowania Najświętszej Marii Panny (Order Annuncjaty) 11 kwietnia 1763 roku.

## Rodowód
| Wiktor Amadeusz II Sabaudzki-Carignano | Ojciec: Ludwik Wiktor Sabaudzki-Carignano          | Dziadek po mieczu: Wiktor Amadeusz I Sabaudzki-Carignano             | Pradziadek po mieczu: Emanuel Filibert Sabaudzki-Carignano                     | Prapradziadek po mieczu: Tomasz Franciszek Sabaudzki-Carignano   |
| Wiktor Amadeusz II Sabaudzki-Carignano | Ojciec: Ludwik Wiktor Sabaudzki-Carignano          | Dziadek po mieczu: Wiktor Amadeusz I Sabaudzki-Carignano             | Pradziadek po mieczu: Emanuel Filibert Sabaudzki-Carignano                     | Praprababka po mieczu: Maria Burbon-Soissons                     |
| Wiktor Amadeusz II Sabaudzki-Carignano | Ojciec: Ludwik Wiktor Sabaudzki-Carignano          | Dziadek po mieczu: Wiktor Amadeusz I Sabaudzki-Carignano             | Prababka po mieczu: Maria Katarzyna d’Este                                     | Prapradziadek po mieczu: Borso d’Este                            |
| Wiktor Amadeusz II Sabaudzki-Carignano | Ojciec: Ludwik Wiktor Sabaudzki-Carignano          | Dziadek po mieczu: Wiktor Amadeusz I Sabaudzki-Carignano             | Prababka po mieczu: Maria Katarzyna d’Este                                     | Praprababka po mieczu: Hipolita d’Este                           |
| Wiktor Amadeusz II Sabaudzki-Carignano | Ojciec: Ludwik Wiktor Sabaudzki-Carignano          | Babka po mieczu: Maria Wiktoria Franciszka Sabaudzka                 | Pradziadek po mieczu: Wiktor Amadeusz II Sabaudzki                             | Prapradziadek po mieczu: Karol Emanuel II Sabaudzki              |
| Wiktor Amadeusz II Sabaudzki-Carignano | Ojciec: Ludwik Wiktor Sabaudzki-Carignano          | Babka po mieczu: Maria Wiktoria Franciszka Sabaudzka                 | Pradziadek po mieczu: Wiktor Amadeusz II Sabaudzki                             | Praprababka po mieczu: Joanna Chrzciciel Sabaudzka-Nemours       |
| Wiktor Amadeusz II Sabaudzki-Carignano | Ojciec: Ludwik Wiktor Sabaudzki-Carignano          | Babka po mieczu: Maria Wiktoria Franciszka Sabaudzka                 | Prababka po mieczu: Joanna Chrzciciel d'Albert de Luynes                       | Prapradziadek po mieczu: Ludwik Karol d'Albert de Luynes         |
| Wiktor Amadeusz II Sabaudzki-Carignano | Ojciec: Ludwik Wiktor Sabaudzki-Carignano          | Babka po mieczu: Maria Wiktoria Franciszka Sabaudzka                 | Prababka po mieczu: Joanna Chrzciciel d'Albert de Luynes                       | Praprababka po mieczu: Anna de Rohan                             |
| Wiktor Amadeusz II Sabaudzki-Carignano | Matka: Krystyna Henryka Heska-Rheinfels-Rothenburg | Dziadek po kądzieli: Ernest Leopold Heski-Rheinfels-Rothenburg       | Pradziadek po kądzieli: Wilhelm Hessen-Rothenburg                              | Prapradziadek po kądzieli: Ernesto Hessen-Rheinfelds             |
| Wiktor Amadeusz II Sabaudzki-Carignano | Matka: Krystyna Henryka Heska-Rheinfels-Rothenburg | Dziadek po kądzieli: Ernest Leopold Heski-Rheinfels-Rothenburg       | Pradziadek po kądzieli: Wilhelm Hessen-Rothenburg                              | Praprababka po kądzieli: Maria Eleonora Solms-Hohensolms-Lich    |
| Wiktor Amadeusz II Sabaudzki-Carignano | Matka: Krystyna Henryka Heska-Rheinfels-Rothenburg | Dziadek po kądzieli: Ernest Leopold Heski-Rheinfels-Rothenburg       | Prababka po kądzieli: Maria Anna Löwenstein-Wertheim                           | Prapradziadek po kądzieli: Ferdynand Löwenstein-Wertheim         |
| Wiktor Amadeusz II Sabaudzki-Carignano | Matka: Krystyna Henryka Heska-Rheinfels-Rothenburg | Dziadek po kądzieli: Ernest Leopold Heski-Rheinfels-Rothenburg       | Prababka po kądzieli: Maria Anna Löwenstein-Wertheim                           | Praprababka po kądzieli: Anna Maria Fürstenberg-Heiligenberg     |
| Wiktor Amadeusz II Sabaudzki-Carignano | Matka: Krystyna Henryka Heska-Rheinfels-Rothenburg | Babka po kądzieli: Eleonora Maria Anna Löwenstein-Wertheim-Rochefort | Pradziadek po kądzieli: Maksymilian Karol Albert Löwenstein-Wertheim-Rochefort | Prapradziadek po kądzieli: Ferdynand Karol Löwenstein-Wertheim   |
| Wiktor Amadeusz II Sabaudzki-Carignano | Matka: Krystyna Henryka Heska-Rheinfels-Rothenburg | Babka po kądzieli: Eleonora Maria Anna Löwenstein-Wertheim-Rochefort | Pradziadek po kądzieli: Maksymilian Karol Albert Löwenstein-Wertheim-Rochefort | Praprababka po kądzieli: Anna Maria Fürstenberg-Heiligenberg     |
| Wiktor Amadeusz II Sabaudzki-Carignano | Matka: Krystyna Henryka Heska-Rheinfels-Rothenburg | Babka po kądzieli: Eleonora Maria Anna Löwenstein-Wertheim-Rochefort | Prababka po kądzieli: Poliksena Maria Lichtenberg und Belasi                   | Prapradziadek po kądzieli: Mateusz Khuen Lichtenberg und Gandegg |
| Wiktor Amadeusz II Sabaudzki-Carignano | Matka: Krystyna Henryka Heska-Rheinfels-Rothenburg | Babka po kądzieli: Eleonora Maria Anna Löwenstein-Wertheim-Rochefort | Prababka po kądzieli: Poliksena Maria Lichtenberg und Belasi                   | Praprababka po kądzieli: Anna Zuzanna von Meggau zu Kreutzen     |